# Désiré-Magloire Bourneville

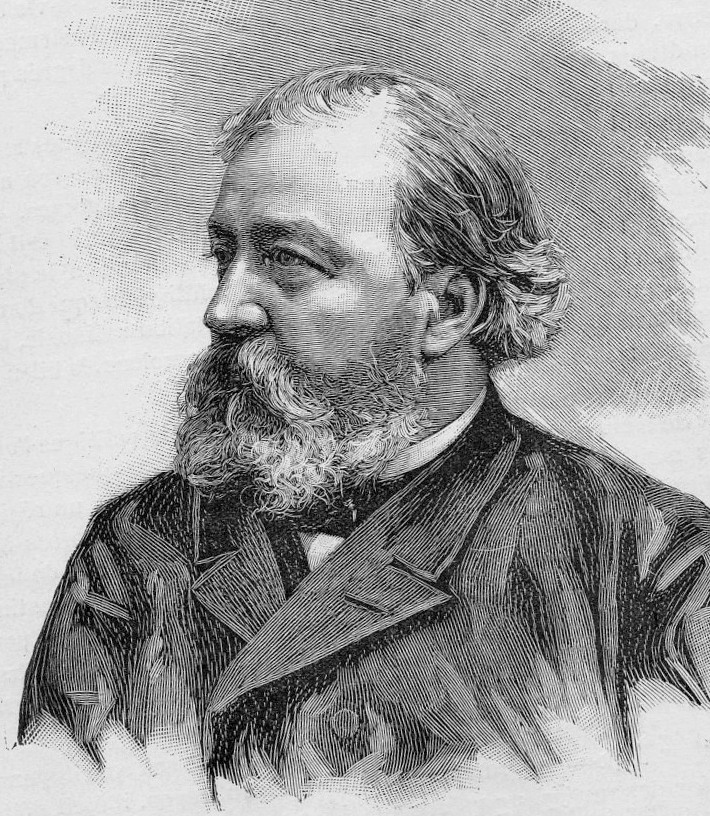
Désiré-Magloire Bourneville

Désiré-Magloire Bourneville (ur. 20 października 1840 w Garencières, zm. 28 maja 1909 w Paryżu) – francuski lekarz neurolog. Studiował medycynę w Paryżu, a następnie pracował w szpitalach Salpêtrière i Bicêtre.
W 1866 roku w czasie epidemii cholery w Amiens zgłosił się do pomocy chorym, za co później został uhonorowany przez władze miasta (otrzymał złoty zegarek). W czasie wojny francusko-pruskiej służył jako chirurg i felczer w stopniu oficera. Podczas Komuny Paryskiej w 1871 roku wstawił się za kilkoma rannymi więźniami, których chcieli stracić rewolucjoniści, i uratował im życie. W latach 80. XIX wieku był członkiem zarówno francuskiego parlamentu, jak i rady miejskiej Paryża, gdzie orędował za licznymi zmianami w służbie zdrowia. 
Bourneville pracował na oddziale pediatrycznym szpitala Bicêtre od 1879 do 1905 roku. Założył też szkołę w Paryżu dla upośledzonych umysłowo i dotkniętych padaczką dzieci. Jako pierwszy opisał stwardnienie guzowate, zwane też chorobą Bourneville’a albo chorobą Bourneville’a-Pringle’a .

## Wybrane prace
- Études du thermométrie clinique dans l'hémorrhagie cérébrale.
- Recherches cliniques et thérapeutiques sur l'épilepsie, l'hysterie et l'idiotie 1872-1875.
- Études cliniques et thermométriques sur les maladies du système nerveux. 1873.
- Iconographie photographique de la Salpêtrière. Service de M. Charcot. (razem z Paul-Marie-Léon Regnardem. 3 vol., Paris, Bureaux du Progrés Médical; V. Adrien Delahaye & Cie. Vol. III: V. Adrien Delahaye et Lecroisnier. 1876-1880.
- Contribution à l'étude de l'idiotie. Archives de neurologie, 1: 69-91.
- Manuel des injections sous-cutanées (razem z P. Briconem). Paris, 1883; 2. ed., 1885
- Manuel de technique des autopsies. Paris, 1885.
- Assistance, traitement et éducation des enfants idiots et dégénérés. Paris, 1895.